# Rivière Saumon Ouest
Rivière Saumon Ouest är ett vattendrag i Kanada.   Det ligger i provinsen Québec, i den sydöstra delen av landet, 70 km öster om huvudstaden Ottawa.
I omgivningarna runt Rivière Saumon Ouest växer i huvudsak blandskog. Runt Rivière Saumon Ouest är det mycket glesbefolkat, med 7 invånare per kvadratkilometer.